# Kozorožec sibiřský
Kozorožec sibiřský (Capra sibirica) je druh kozorožce žijící v centrální Asii. Tradičně byl považován za poddruh kozorožce horského (Capra ibex) a dodnes není zcela jasné, jak tomu skutečně je. Je to nejdelší a nejtěžší člen rodu Capra. Jeho výška v kohoutku překonává dokonce i kozu šrouborohou (Capra falconeri).

## Vzhled
Kozorožec sibiřský je obecně statný a těžký kozorožec, ale jednotlivé kusy se od sebe mohou velmi lišit. Výška v kohoutku je u samců 88 až 110 cm, u samic pak 67 až 92 cm. Hmotnost samců se pohybuje mezi 60 a 130 kg, u samic, které jsou výrazně menší pak v rozmezí 34 až 56 kg. Krk mají krátký, obzvláště u samců pak silný a svalnatý. U obou pohlaví se vyskytuje bradka, která je u samců poněkud větší a u samic se někdy nemusí vyskytnout vůbec. Asi 3 cm pod ocasem mají obě pohlaví pachové žlázy.
Samičí rohy jsou poměrně malé, hnědošedé barvy a v průměru dlouhé 27 cm. Statní samci mají rohy černé průměrně asi 115 cm dlouhé, ve výjimečných případech až 148 cm. Obě pohlaví mají okolo rohů prstence, které charakterizují věk zvířete. Samci mají také na čele dvě vyvýšeniny. Přesný tvar rohů se mezi různými jedinci může velmi lišit.
Zbarvení se různí od tmavě ke světle hnědé a někteří jedinci mohou být dokonce načervenalí. Přes záda až k ocasu se jim obvykle táhne černý pás, který mohou mít samci během zimy pokrytý bílými skvrnami. Spodní strana je obzvláště u samců v zimě velmi tmavá a taktéž může být pokrytá bílými skvrnami. Samice a mláďata jsou obecně mnohem světlejší a jejich pruh na zádech nemusí zasahovat až k ocasu. Línají obvykle mezi dubnem a červencem, zimní srsti nabývají v průběhu prosince.

## Poddruhy
Někteří autoři považují tento druh za monotypický, zatímco jiní rozeznávají 4 poddruhy, a to především na základě rozdílné velikosti, rohů a barvě srsti. Jsou to:
- C. s. sibirica – vyskytující se v pohoří Sajany
- C. s. alaiana – vyskytující se v horách na hranici Tádžikistánu a Kyrgyzstánu
- C. s. hagenbecki – vyskytující se v západním Mongolsku
- C. s. sakeen – vyskytující se v pohoří Pamír, v západním Himálaji a v Afghánistánu

## Rozmnožování
Říje se koná od konce října do začátku ledna. Samci se během říje často velmi vyčerpají a na konci jsou často pohublí. Samci spolu během říje soupeří o dominanci tak, že se postaví na zadní a srazí se rohy.
Březost trvá 160 až 170 dnů. Samice většinou rodí jedno mládě vážící okolo 3 kg. Rohy jsou patrné zhruba po 3 až 4 týdnech. Trávu začínají jíst osm dní po porodu a odstavena jsou v 6 měsících.
Samci pohlavně dospívají ve stáří 18 měsíců, ale plné velikosti dorůstají až ve věku 9 let. Samice poprvé rodí ve druhém roce života. Samci se dožívají okolo 10 let, samice až 17 let. V zajetí je rekord 22 let.

## Chování
Žijí ve vysokých nadmořských výškách, často vysoko nad hranicí lesa. Během zimy hledají potravu na horských srázech. Je-li vrstva sněhu příliš silná, odhrabou si potravu kopýtky.
Jejich potrava se skládá převážně z horských trav a bylin. Během jara a léta tvoří převážnou část jejich jídelníčku traviny, ale během zimy jsou to převážně větve a jehličí. Přes léto také často olizují sůl. Velikost stáda závisí na velikosti místní populace, ale obvykle se pohybuje od 5 do 30 jedinců. Během říje se mohou slučovat do mnohem větších stád. Mimo říji jsou stáda převážně jednopohlavná.
Hlavními predátory kozorožců sibiřských jsou vlci, dhoulové, irbisové a medvědi hnědí. Mladé kozorožce mohou také ukořistit rysové, lišky nebo orli.

## Rozšíření a stanoviště
Jejich stanovištěm jsou vysokohorské tundry, louky a polopouště. V poušti Gobi se vyskytují ve výškách okolo 700 m n. m., ale obvykle 2000 až 5000 m n. m.
Většina sibiřských kozorožců žije v centrální a severní Asii. Konkrétně v Afghánistánu, severní a západní Číně, severozápadní Indii, jihovýchodním Kazachstánu, Kyrgyzstánu, Tádžikistánu, východním Uzbekistánu, Mongolsku, severním Pákistánu a na jihu centrálního Ruska.